# Thrassis fotas
Thrassis fotas är en loppart som först beskrevs av Jordan 1925.  Thrassis fotas ingår i släktet Thrassis och familjen fågelloppor. Inga underarter finns listade i Catalogue of Life.